# Araeopteron epiphracta
Araeopteron epiphracta är en fjärilsart som beskrevs av Turner 1902. Araeopteron epiphracta ingår i släktet Araeopteron och familjen nattflyn. Inga underarter finns listade i Catalogue of Life.